# Tiridates IV van Armenië

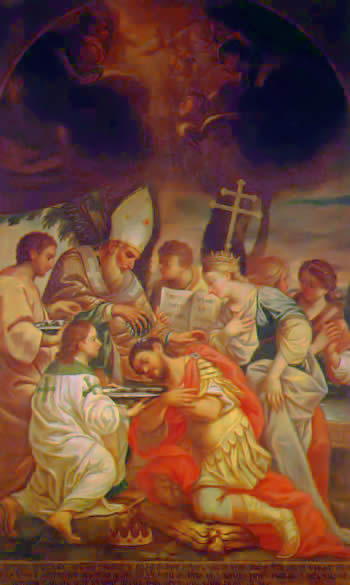
Tiridates IV wordt gedoopt door Gregorius de Verlichter.

Tiridates IV of Trdat IV (Armeens: Տրդատ Գ) (ca. 280 – ca. 330), ook wel Tiridates de Grote (Armeens: Տրդատ Մեծ) genoemd, was van 298 tot 330 koning van Armenië. In het jaar 301 bekeerde hij zich tot het christendom en zo werd het christendom staatsgodsdienst. Hiermee was Armenië, destijds een protectoraat van het Romeinse Rijk, het eerste land dat het christendom omarmde. Tiridates wordt daarom door de Armeens-Apostolische Kerk gezien als een heilige.

## Historische gegevens
- 279: Khosro II wordt koning van Armenië.
- 287: Na de moord op zijn vader Khosro II werd Tiridates als kind opgevoed in Rome. Khosro's broer Tiridates III regeert.
- 296: de Perzen - onder Narseh - veroveren Armenië.
- 297: de Romeinen vallen de Perzen aan, worden eerst verslagen maar weten uiteindelijk de Perzen te overwinnen. Romeinen en Perzen sluiten vrede. Armenië wordt binnen de Romeinse invloedssfeer ingedeeld en moet enkele westelijke gebieden afstaan maar wordt gecompenseerd met gebieden in de Kaukasus.
- 298: Tiridates IV wordt door de Romeinen als koning van Armenië aangeduid.
- ca. 301: hij verklaart het christelijk geloof tot staatsgodsdienst, daarmee is Armenië het eerste officieel christelijke land in de geschiedenis.
- Tiridates is de drijvende kracht achter de bekering van Armenië tot het christendom, wat gepaard gaat met hevige gevechten met de clans die zich tegen de bekering verzetten maar eindigt met het vestigen van een sterkere koninklijke macht.
- 315: Tiridates benoemt Gregorius de Verlichter tot patriarch.

Tiridates IV werd begraven in Tordan (Doğanköy bij Trabzon).
Hij was gehuwd met Aschken, dochter van Aschadar, koning van de Alanen.

## Verwarring met Tiridates III
Tiridates III en Tiridates IV worden vaak als eenzelfde persoon gezien, en dan Tiridates III genoemd. Tiridates III was echter de broer van Khosro II en de oom van Tiridates IV. Nadat koning Khosro II in 287 werd vermoord, regeerde Tiridates III van 287 tot 298. Hij werd door zijn neef Tiridates IV opgevolgd.

## Legende
Volgens de legende had een van de zonen van de moordenaar van Tiridates' vader Khosro II, zich bekeerd tot het christendom en was - onder de naam Gregorius - secretaris van Tiridates geworden. Op een bepaalde dag weigerde hij, om namens de koning, een bloemenkrans bij een godenbeeld neer te leggen waarop Tiridates hem in een kerker liet werpen. Toen later een groep maagden uit het Romeinse Rijk naar Armenië vluchtte om de geloofsvervolging te ontkomen, wilde Tiridates een mooie jonge maagd als minnares nemen. Zij weigerde en alle maagden werden daarop doodgemarteld. God strafte Tiridates met waanzinnigheid en hij ging zich als een wild zwijn gedragen. De zuster van de koning herinnerde zich Gregorius in de kerker en liet hem eruit halen. Zijn prediking genas de koning. De koning bekeerde zich tot het christendom en benoemde Gregorius tot eerste patriarch van Armenië.